# Journey to the Sunshine
『Journey to the Sunshine』（ジャーニー・トゥ・ザ・サンシャイン）は、テレビアニメ『ラブライブ!サンシャイン!!』のオリジナルサウンドトラックで、2018年1月31日にLantisから発売された。

## 概要
テレビアニメ『ラブライブ!サンシャイン!!(第2期)』で使用された楽曲が収録される。
CDには初回生産特典として「ジャケットイラストシール封入」が1枚封入される。
キャッチコピーは「輝きのその先へ…」。

## 収録曲
- 音楽︰加藤達也
- 歌詞がある曲の全作詞︰畑亜貴

Disc1
1. 夢を飛ぶ紙飛行機
2. Hello New Season!
3. 未来の僕らは知ってるよ【TVアニメ2期オープニング主題歌(TVサイズ)】
  - 歌：Aqours
4. 届かない想い
5. 起こそうキセキを！
6. ゴージャス！＆セレブリティ!!
7. Mari's Rock Demo
8. Let's enjoy together
9. 読書のお時間
10. Raindrop Melody
11. MY舞☆TONIGHT【第3話挿入歌(TVサイズ)】
  - 歌：Aqours
12. 激走！みかんトロッコ
13. ダイヤちゃんと呼ばれたい
14. みんなでフリマ！
15. ホントのキモチ
16. お遊戯の時間ですわ！
17. 梨子とシイタケ
18. 偶然と運命
19. CRASH MIND【第5話挿入歌(Shortサイズ)】
  - 歌：Saint Snow
20. あの頃の忘れ物
21. ONE FOR ALL
22. MIRACLE WAVE【第6話挿入歌(TVサイズ)】
  - 歌：Aqours
23. 学校がなくなる
24. みんなの願い
25. 輝きを目指して
26. 北国の空
27. 一緒に歌おう！
28. DROPOUT!?【第8話挿入歌(Shortサイズ)】
  - 歌：Saint Snow

Disc2
1. 孤独を愛する者の集まり
2. 大切なあの人へ
3. Awaken the power【第9話挿入歌(TVサイズ)】
  - 歌：Saint Aqours Snow
4. たとえ離れていても
5. 星空に願いを込めて
6. 浦女七不思議？
7. 浦の星女学院閉校祭
8. 脳内に響く堕天の囁き
9. 勇気はどこに？君の胸に！【第11話エンディング主題歌】
  - 歌：私立浦の星女学院一同
10. キセキのかけら
11. ALL FOR ONE
12. Slumber Party
13. 宇宙一の応援
14. 想いよひとつになれ
  - Riko's Piano Sonata
15. ０から１へ、１からその先へ！
16. WATER BLUE NEW WORLD【第12話挿入歌(TVサイズ)】
  - 歌：Aqours
17. ありがとう、そしてサヨナラ
18. 私たちの輝きはそこに
19. WONDERFUL STORIES【第13話挿入歌(TVサイズ)】
  - 歌：Aqours
20. 勇気はどこに？君の胸に！【第1話エンディング主題歌】
  - 歌：高海千歌(CV.伊波杏樹) , 桜内梨子(CV.逢田梨香子) , 渡辺曜(CV.斉藤朱夏)
21. 勇気はどこに？君の胸に！【第2話エンディング主題歌】
  - 歌：Aqours
22. 勇気はどこに？君の胸に！【第4話エンディング主題歌】
  - 歌：黒澤ダイヤ(CV.小宮有紗)
23. 勇気はどこに？君の胸に！【第5話エンディング主題歌】
  - 歌：桜内梨子(CV.逢田梨香子) , 津島善子(CV.小林愛香)
24. 勇気はどこに？君の胸に！【第8話エンディング主題歌】
  - 歌：津島善子(CV.小林愛香) , 国木田花丸(CV.高槻かなこ) , 黒澤ルビィ(CV.降幡愛)
25. 勇気はどこに？君の胸に！【第10話エンディング主題歌】
  - 歌：松浦果南(CV.諏訪ななか) , 黒澤ダイヤ(CV.小宮有紗) , 小原鞠莉(CV.鈴木愛奈)